# Oberhonnefeld-Gierend
Oberhonnefeld-Gierend là một đô thị thuộc huyện Neuwied, trong bang Rheinland-Pfalz, phía tây nước Đức. Đô thị Oberhonnefeld-Gierend có diện tích 3,97 km², dân số thời điểm ngày 31 tháng 12 năm 2006 là 984 người.